# Vasco Faísca
Vasco Manuel Vilhena Faísca Teixeira (Lisboa, 27 de agosto de 1980) é um ex-futebolista e treinador português. Atualmente está sem clube 

## Carreira clubística
Apesar de ter nascido em Lisboa iniciou a sua carreira futebolística no Sporting Clube Farense, clube da cidade onde cresceu. Mudou-se aos 16 anos para as camadas jovens do Sporting Clube de Portugal onde alinhou pelos juvenis e pelos juniores. No seu segundo ano de júnior integrou a equipa principal do clube satélite do Sporting, o Lourinhanense.
No verão de 2000, juntamente com Marco Caneira e Paulo Costa, assinou contrato com o Inter de Milão tendo sido cedido a título de empréstimo ao Vicenza Calcio onde foi companheiro, entre outros de Marco Aurélio (antigo jogador do Sporting CP e de Luca Toni e Christian Maggio.
Faísca jogou no Vicenza durante 4 anos, o primeiro dos quais, pouco utilizado, na Serie A e os restantes, assumindo a titularidade no centro da defesa, na Serie B. Regressa a Portugal para realizar duas épocas na Académica e no Belenenses como titular. No segundo ano no clube de Belém deixou de ser opção frequente do treinador Jorge Jesus e regressou a Itália para integrar um ambicioso projecto do Calcio Padova comandado pelo treinador Andrea Mandorlini, a militar na Serie C1 italiana. No seu segundo ano completo no clube, já como capitão, a equipa festejou a subida à Serie B. Assim, em 2009-10, como titular e capitão de equipa, voltou a disputar a segunda liga italiana (Série B) envergando a camisola da equipa da cidade de Santo António que conseguiu assegurar a permanência.
Em 2010-2011 passou para o Ascoli Calcio onde assumiu o posto de central tendo realizado, até à data, exibições merecedoras das melhores críticas tanto dos adeptos como da imprensa e contribuindo, de forma importante, para que, após um início periclitante o Ascoli (penalizado, fortemente, com pontos negativos) conseguisse evitar a descida.
Em 2011-12, o defesa português voltou a ser uma importante peça para que o Ascoli, apesar da penalização de - 7 pontos, voltasse a fugir à descida. Faisca foi o 4º jogador mais utilizado, em todo o Campeonato, sendo entre os jogadores de campo, o 2º, a seguir a Rizzatto, da Reggina.
Em Julho de 2012, o Ascoli Calcio e Vasco Faisca renovaram a sua ligação por mais duas épocas o que leva a que o jogador continue a integrar a equipa da belíssima "Cidade das Cem Torres", pelo menos, até 2014. Apesar disso, em Julho de 2013, Vasco Faisca e o Ascoli Calcio romperam, por mútuo acordo, essa ligação. No final de uma época muito conturbada o "Pichio" (nome por que é conhecido o Ascoli),depois de ter estado a disputar o acesso à zona de subida até Janeiro, acabou por descer à Primeira Divisão (antiga Série C1).
Faisca, nesta época, voltou a ser o mais utilizado dos jogadores, com 38 presenças, tendo completado assim 111 jogos na Série B nas três épocas em que serviu o Ascoli Calcio.
A nova situação levou a grandes alterações no clube de Ascoli Piceno e Faisca foi um dos muitos jogadores que não continuaram, o que motivou grandes modificações na sua carreira.
Vasco Faisca rumou à Grécia onde ingressou no Platania Chania, clube da 1ª. Liga da Grécia. O Platania é um clube de Chania, cidade da histórica, bela e turística Ilha de Creta.

## Carreira internacional
Integrou várias selecções nacionais portuguesas das camadas jovens (sub-18, na nomenclatura da altura, actualizada, posteriormente, de mais 1 ano).
Da sua participação, destaca-se a conquista, em 1999, do CAMPEONATO DA EUROPA DE SUB-18 (agora Sub 19), disputado na Suécia e onde foi considerado um dos melhores jogadores do campeonato. Esteve, ainda, presente na Fase Final do Europeu de Sub-21, na Suíça, onde Portugal não conseguiu chegar à Final, em torneios (Toulon) e jogos diversos, totalizando 30 internacionalizações.